# پایاب باشتین
پایاب باشتین مربوط به دوره قاجار است و در شهرستان داورزن، بخش باشتین، دهستان باشتین، مرکز روستای باشتین واقع شده و این اثر در تاریخ ۲۷ اسفند ۱۳۸۷ با شمارهٔ ثبت ۲۶۲۶۷ به‌عنوان یکی از آثار ملی ایران به ثبت رسیده است.